# Torre del Reloj (Chiclana de la Frontera)
La Torre del Reloj de Chiclana de la Frontera, conocida popularmente como Arquillo del Reloj, es uno de los edificios emblemáticos de la población. Se construyó en el siglo XVIII sobre una de las antiguas puertas de la villa, que en su origen formaba parte de la Casa del Cabildo (antiguo Ayuntamiento). Se encuentra ubicada en la Plaza Mayor, formando junto con la Iglesia de San Juan Bautista un marco monumental de interés para el visitante.
La Torre es anterior a la Iglesia de San Juan Bautista a la que hoy sirve de campanario, al quedar inconclusa la construcción de dos torres campanarios, se le atribuyó a la torre este uso religioso.

## Historia
Su origen está en el crecimiento y desarrollo de la población de Chiclana, después de que en 1303, el rey Fernando IV de Castilla entregó estas tierras a la Casa de Medina Sidonia. Con anterioridad, el caserío debió estar reducido al interior de una pequeña cerca junto al castillo que dominaba el paso sobre el río Iro.
De aquella fortaleza o castillo hoy no queda nada, pero si se han conservado dos arcos de la cerca de sus murallas: el primero en la Plaza Mayor, que sirve para sustentar la torre con reloj y campanario, y sería la entrada principal de la población, y otro en las inmediaciones de donde se encontraba el castillo, a orillas del río, zona que aún conserva la toponimia de "El Castillo".
De la historia de la torre, se conoce que en la segunda mitad del XVIII tuvo lugar la reparación del reloj que existe sobre la primitiva torre, a cargo del maestro relojero sevillano José Varales; y que se decidió también por entonces su reforma. Pero en el año 1757, por problemas técnicos, se decide levantar una nueva torre sobre el arco, en lugar de la reforma proyectada.
Hasta 1764 no se concluyen las obras de construcción de esta nueva torre, aunque todavía se trabaja en su interior doce años más; y en 1787 se coloca en ella el reloj de la iglesia de San Juan Bautista, en cuya construcción se trabajaba por aquella época.

## Torre
Tal como aparece actualmente, es un elemento arquitectónico esbelto, de unos 30 metros de altura y planta cuadrada, adosado a las casas que confluyen en ella. Su construcción se considera resultado de distintas reformas y modificaciones. Construida en piedra ostionera consta de cuatro cuerpos formados por la base donde se recorta el arco de medio punto que da acceso a la plaza, el cuerpo principal donde se halla el mecanismo del reloj, el cuerpo de campanas de forma octogonal y por último la cúpula en volumen semiesférico revestida de material cerámico vidriado que se remata con cruz latina forjada en hierro.
Toda la torre está realizada con la característica piedra ostionera de la zona, bien labrada y con sus juntas muy marcadas, al igual que la iglesia vecina, aunque no son coetáneas; pues ésta se comienza a levantar en 1776, algunos años después de acabada la torre. Sobresalen en ésta las fuertes cornisas horizontales que separan los distintos cuerpos entre sí, los rehundidos y fajeados que rodean los huecos de los cuerpos centrales, hoy cegados, y las finas pilastras adosadas en esquina.
Está calificada como bien de Interés Cultural (BIC), está declarada Monumento Nacional por el BOE desde 1985.